# Offset (EP)
Pour les articles homonymes, voir Offset.
Albums de Chungha
Hands on Me
(2018) Blooming Blue
(2018)
Singles
1. Roller Coaster
Sortie : 17 janvier 2018

Offset est le second EP de la chanteuse sud-coréenne Chungha. Il est paru le 17 janvier 2018 sous MNH Entertainment et distribué sous CJ E&M Music,.

## Liste des pistes
| 1.    | Offset                    | Chungha, Vincenzo, Fuxxy, Any Masingga          | Vincenzo, Fuxxy, Any Masingga                   | Vincenzo                    | 1:09 |
| 2.    | Roller Coaster            | Black Eyed Pilseung, Jeon Goon                  | Black Eyed Pilseung, Jeon Goon                  | Rado                        | 3:32 |
| 3.    | Do It                     | Vincenzo, Fuxxy, Any Masingga, Emelie Sederholm | Vincenzo, Fuxxy, Any Masingga, Emelie Sederholm | Vincenzo                    | 3:33 |
| 4.    | Bad Boy                   | Vincenzo, Any Masingga, Fuxxy, Anna Timgren     | Vincenzo, Any Masingga, Fuxxy, Anna Timgren     | Vincenzo, Any Masingga      | 3:07 |
| 5.    | Remind of You (너의 온도) | Team Columbus                                   | Team Columbus                                   | Team Columbus, Kim Young-ho | 4:03 |
| 14:24 |                           |                                                 |                                                 |                             |      |

## Classements
| Classement (2018)      | Meilleure position |
| ---------------------- | ------------------ |
| Corée du Sud (Gaon)    | 3                  |
| Etats-Unis (Billboard) | 13                 |